# جيفري ستاوت
جيفري ستاوت (بالإنجليزية: Jeffrey Stout)‏ هو أكاديمي أمريكي، ولد في 11 سبتمبر 1950 في ترنتون في الولايات المتحدة.